# Novodictya punctata
Novodictya punctata är en insektsart som beskrevs av Victor Lallemand 1928. Novodictya punctata ingår i släktet Novodictya och familjen lyktstritar. Inga underarter finns listade i Catalogue of Life.